# ادوارد انکتیا
ادوارد کِدار انکتیا (به انگلیسی: Edward Keddar Nketiah) (متولد ۲۰ مارس ۱۹۹۹) بازیکن فوتبال اهل انگلستان است که برای باشگاه کریستال پالاس بازی می‌کند.

## عملکرد باشگاهی

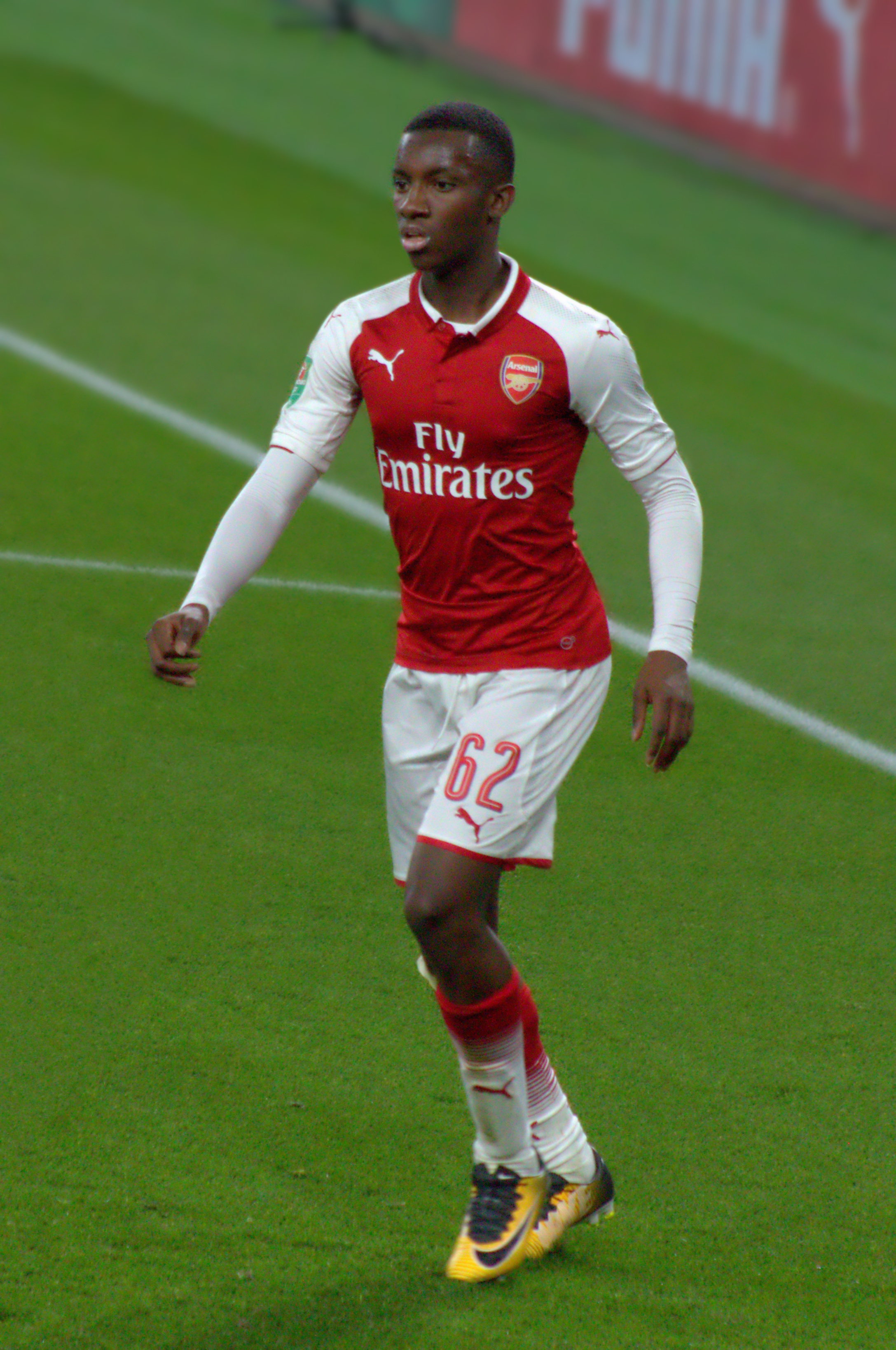
ادوارد انکتیا درحال بازی برای آرسنال در ورزشگال Emirates لندن.

### آرسنال
وی سپس به آکادمی آرسنال پیوست و در سطح جوانان برای این باشگاه بازی کرد. در طول فصل ۲۰۱۶–۱۷، انکتیا در ۱۶ بازی برای زیر ۱۸ سال ۱۵ گل به ثمر رساند در حالی که در ۲۶ بازی ۱۲ گل برای تیم زیر ۲۳ سال نیز ۱۲ گل به ثمر رساند. پس از آن فصل، انکتیا توسط آرسن ونگر برای سفر پیش فصل تیم بزرگسالان به استرالیا و چین فراخوانده شد.
در تاریخ ۲۸ سپتامبر ۲۰۱۷، انکتیا دوباره به تیم بزرگسالان فراخوانده شد، این بار برای بازی آرسنال در لیگ اروپا با باته بوریسوف. او در حالی که آرسنال با نتیجه ۴ بر ۲ پیروز شد، به عنوان جانشینی در دقیقه ۸۹ برای جو ویلوک حاضر شد. حضور بعدی وی تقریباً یک ماه بعد در مقابل نوریچ سیتی در جام اتحادیه به عنوان یک تعویض در دقیقه ۸۵ روی داد. او بعد از ۱۵ ثانیه با اولین لمس خود برای پیروزی در مسابقه، یک گل دیگر هم به ثمر رساند تا آن را برای توپچی‌ها بدست آورد. انکتیا در ژانویه ۲۰۱۹ در پنجره نقل و انتقالات برای انتقال به تیم آلمانی آگزبورگ آماده شد اما به دلیل مصدومیت دنی ولبک، انکتیا در آرسنال ماند.
او اولین گل خود در لیگ برتر را در آخرین روز از فصل در برابر برنلی در تاریخ ۱۲ مه ۲۰۱۹ به ثمر رساند. در ۲۹ مه، انکتیا در فینال لیگ اروپا ۲۰۱۸–۱۹ برابر چلسی جایگزین بدون استفاده بود و یک مدال نقره دریافت کرد.
او پیش فصل ۲۰۱۹–۲۰ را به‌طور منظم در تیم اول آرسنال سپری کرد و چهار گل به ثمر رساند، از جمله به ثمر رساندن گل در بازی‌های دوستانه در پیش فصل مقابل بایرن مونیخ و فیورنتینا.

#### دوره قرضی در لیدز یونایتد
در تاریخ ۸ اوت ۲۰۱۹، یک روز تابستانی، انکتیا به صورت قرضی برای فصل ۲۰۱۹–۲۰۲۰ به لیدز یونایتد پیوست. او شماره ۱۴ را به ادای احترام به یکی از مربیان سابق خود در جوانان آرسنال، تیری هانری انتخاب کرد. سرمربی لیدز، مارسلو بیلسا، انکتیا را پس از امضای قرارداد، به عنوان «بازیکن مهمی در فوتبال انگلیس» توصیف کرد.
او در تاریخ ۱۳ اوت در جام اتحادیه مقابل سالفورد سیتی اولین گل خود را برای این باشگاه به ثمر رساند که گل اول تیمش در جریان پیروزی ۳–۰ بود. وی سپس هفته بعد در اولین بازی خود در چمپیونشیپ گلزنی کرد و تنها گل این بازی مقابل برنتفورد را به ثمر رساند. وی فرم گلزنی خود را در ۲۷ اوت ۲۰۱۹ با سومین گل خود ادامه داد و در مسابقه لیدزیونایتد در جام اتحادیه مقابل استوک سیتی در تساوی ۲ بر ۲ در وقت عادی به ثمر رساند، با این که انکتیا نیز در ضربات پنالتی، پنالتی خود را گل کرد، لیدز در ضربات پنالتی ۴ بر ۵ باخت.
بیلسا پس از به ثمر رساندن چهارمین گل فصل خود در پیروزی ۲–۰ لیدز مقابل بارنزلی در ۱۵ سپتامبر ۲۰۱۹، انکتیا را به عنوان «بازیکنی کامل» توصیف کرد. مارسلو بیلسا پس از کنار گذاشتن پاتریک بامفورد، فاش کرد که انکتیا شانس خود را برای تبدیل شدن به اولین مهاجم انتخابی مقابل کوئینز پارک رنجرز دارد، با این حال که وی روز قبل از بازی انکتیا از ناحیه پایین شکم مصدوم شد و همین امر او را یک ماه از این کار دور نگه داشت.
وی پس از یک ماه مصدومیت در ۷ دسامبر، به عنوان جانشینی در پیروزی ۲–۰ لیدز مقابل هادرسفیلد تاون از مصدومیت بازگشت. اولین شروع لیگ وی برای لیدز در ۲۹ دسامبر ۲۰۱۹ و در پیروزی ۴ بر ۵ در یک پیروزی چشمگیر مقابل بیرمنگام سیتی انجام شد. انکتیا همچنین بازی پیاپی را در روز سال نو میلادی ۲۰۲۰ آغاز کرد، در بازی آخر برای لیدز در برابر وست برومویچ آلبیون که در رده دوم جدول قرار داشت در تساوی ۱–۱ به پیروزی رسید. نتیجه لیدز را در بالای جدول با تفاضل گل بهتر نگه داشت.

#### بازگشت به آرسنال
پس از بازی در تاریخ ۱ ژانویه ۲۰۲۰، انکتیا از دوره قرضی خود به آرسنال فراخوانده شد. وی در پیروزی دور چهارم جام حذفی آرسنال مقابل بورنموث در خط حمله قرار گرفت. انکتیا گل دوم این مسابقه را به ثمر رساند در حالی که آرسنال با نتیجه ۲ بر یک در ورزشگاه ویتالی پیروز شد و به دور پنجم رسید. انکتیا اولین بازی خود در لیگ برتر را در خانه نیوکاسل یونایتد انجام داد و با ضربه ای به تیر دروازه زد، پیش از این که در بازی بعدی مقابل اورتون یک گل به ثمر برساند. وی سپس در دور پنجم جام حذفی در برابر پورتسموث به پیروزی رسید و پیروزی ۲–۰ را به ثبت رساند.

###### کریستال پالاس
در تاریخ ۳۰ اوت ۲۰۲۴، انکتیا با مبلغی گزارش‌شده معادل ۲۵ میلیون پوند به‌علاوه ۵ میلیون پوند پاداش به تیم کریستال پالاس، یکی دیگر از تیم‌های لیگ برتر، پیوست. او با این باشگاه قرارداد پنج‌ساله‌ای امضا کرد و پیراهن شماره ۹ را که قبلاً متعلق به ژردن آیو بود، دریافت کرد. او در تاریخ ۱۴ سپتامبر، در تساوی ۲–۲ خانگی مقابل لسترسیتی برای اولین‌بار برای این تیم به میدان رفت. در ۱۷ سپتامبر، اولین گلش برای پالاس را در پیروزی ۲–۱ مقابل کوئینز پارک رنجرز در دور سوم جام اتحادیه فوتبال انگلیس به ثمر رساند. در ۱۸ دسامبر، در دیدار مرحله یک‌چهارم نهایی همین رقابت‌ها، در ورزشگاه امارات مقابل تیم سابقش آرسنال گلزنی کرد؛ دیداری که با شکست ۳–۲ کریستال پالاس به پایان رسید. در ۲۵ فوریه ۲۰۲۵، انکتیا نخستین گل خود در لیگ برتر را برای پالاس در پیروزی ۴–۱ مقابل استون ویلا به ثمر رساند.

## عملکرد بین‌المللی
انکتیا برای هر دو کشور انگلیس و غنا در سطح بین‌المللی واجد شرایط است. انکتیا اولین بازی بین‌المللی خود برای انگلیس را در سطح زیر ۱۸سال انجام داد و در تاریخ ۲۲ مارس ۲۰۱۷ مقابل تیم زیر ۱۹سال عربستان سعودی بازی کرد. او در دقیقه ۵۸ گل دوم خود را برای انگلیس به ثمر رساند تا با نتیجه ۲ بر ۰ به پیروزی برسد. انکتیا در بازی بعدی خود مقابل زیر ۱۹سال قطر هتریک کرد و انگلیس با نتیجه ۴ بر صفر پیروز شد.
در نوامبر ۲۰۱۷، انکتیا در مرحله مقدماتی مسابقات قهرمانی زیر ۱۹ سال اروپا در مقابل جزایر فارو چهار گل برای تیم زیر ۱۹ سال انگلیس به ثمر رساند. انکتیا یکی از بازیکنانی بود که از انتخاب این مسابقات توسط باشگاه خود خارج شد.
در ۱۸ مه ۲۰۱۸، انکتیا اولین دعوت خود را به تیم آیدی بوتروید برای حضور در مسابقات تولون به تیم زیر ۲۱سال انگلیس دریافت کرد. انکتیا در مرحله نیمه نهایی مقابل اسکاتلند دو بار گلزنی کرد و پاس گل کریر داول را فراهم کرد تا در فینال گل پیروزی مقابل مکزیک را به ثمر برساند.
در سپتامبر ۲۰۱۸، انکتیا در دیداری برابر هلند برای تیم زیر ۲۰ سال انگلیس گلزنی کرد. در ژانویه سال ۲۰۱۹، بنا بر گزارش‌ها، انکتیا خواستار تماس با مربی غنا، جیمز کووسی آپیا، به تیم ملی بزرگسالان غنا دعوت شد و انکتیا برای بازی در انگلیس موافقت کرد.

## سبک بازی
انکتیا به دلیل سرعت، حرکت و توانایی نهایی خود شناخته شده‌است، سبک او با یان رایت مهاجم سابق آرسنال مقایسه شده‌است. در اوت ۲۰۱۹ او رایت را به عنوان «الگو» خود توصیف کرد. به دلیل تحرک وی برای بازی کردن و شوت زنی از هر زاویه، سبک بازی او با جرمین دفو نیز مقایسه شد. انکتیا می‌تواند به عنوان مهاجم یا یک مهاجم گسترده‌ای بازی کند، با این که انکتیا سبک بازی خود را اینگونه توصیف می‌کند: «من یک مهاجم هستم، من شجاع هستم، دوست دارم خودم را در مکان‌هایی که شانس گلزنی دارند قرار بگیرم.»

## افتخارات

### آرسنال
- سطح دوم لیگ برتر انگلستان:۱۸–۲۰۱۷
- مدال نقره لیگ اروپا:۱۹–۲۰۱۸

### زیر ۲۱سال انگلستان
- مسابقات تولون:۲۰۱۸